# 高崎操車場
高崎操車場（たかさきそうしゃじょう）は、群馬県高崎市下之城町にある日本貨物鉄道（JR貨物）の操車場である。高崎線の倉賀野駅 - 高崎駅間に設置されている。
当操車場は、1943年（昭和18年）に開設された貨物操車場（ハンプヤード）で、構内の西端にJR貨物高崎機関区が隣接している。国鉄時代の1970年（昭和45年）には、ダウティ方式による貨車の速度制御「YACS (Yard Automatic Control System)」が導入された。その後、主機能が廃止されているものの、当操車場で機関車の付け替えや貨物列車の旅客列車待避などが行われている。
使用されていない跡地に関しては、高崎市主導で再開発計画が進められており、高崎線旅客列車の新駅設置も検討されている。

## 歴史
- 1941年（昭和16年）：起工。
- 1943年（昭和18年）10月1日：開設[1]。
- 1970年（昭和45年）10月：ダウティ方式による貨車の速度制御開始[2]。
- 1984年（昭和59年）2月1日：ダイヤ改正により、ヤード経由式貨物輸送全廃。貨物列車の機関車交換などのみを行うようになる。
- 1987年（昭和62年）4月1日：国鉄分割民営化によりJR貨物の操車場となる[1]。

## 所属入換機
昭和31年3月1日付
- 2120

## 周辺施設
- 日本貨物鉄道高崎機関区
- 東日本旅客鉄道ぐんま車両センター
- 群馬南郵便局
- 科学飼料研究所 高崎工場
- 第一屋製パン株式会社 高崎工場
- 関東いすゞ自動車株式会社 高崎支店
- 高崎森永株式会社

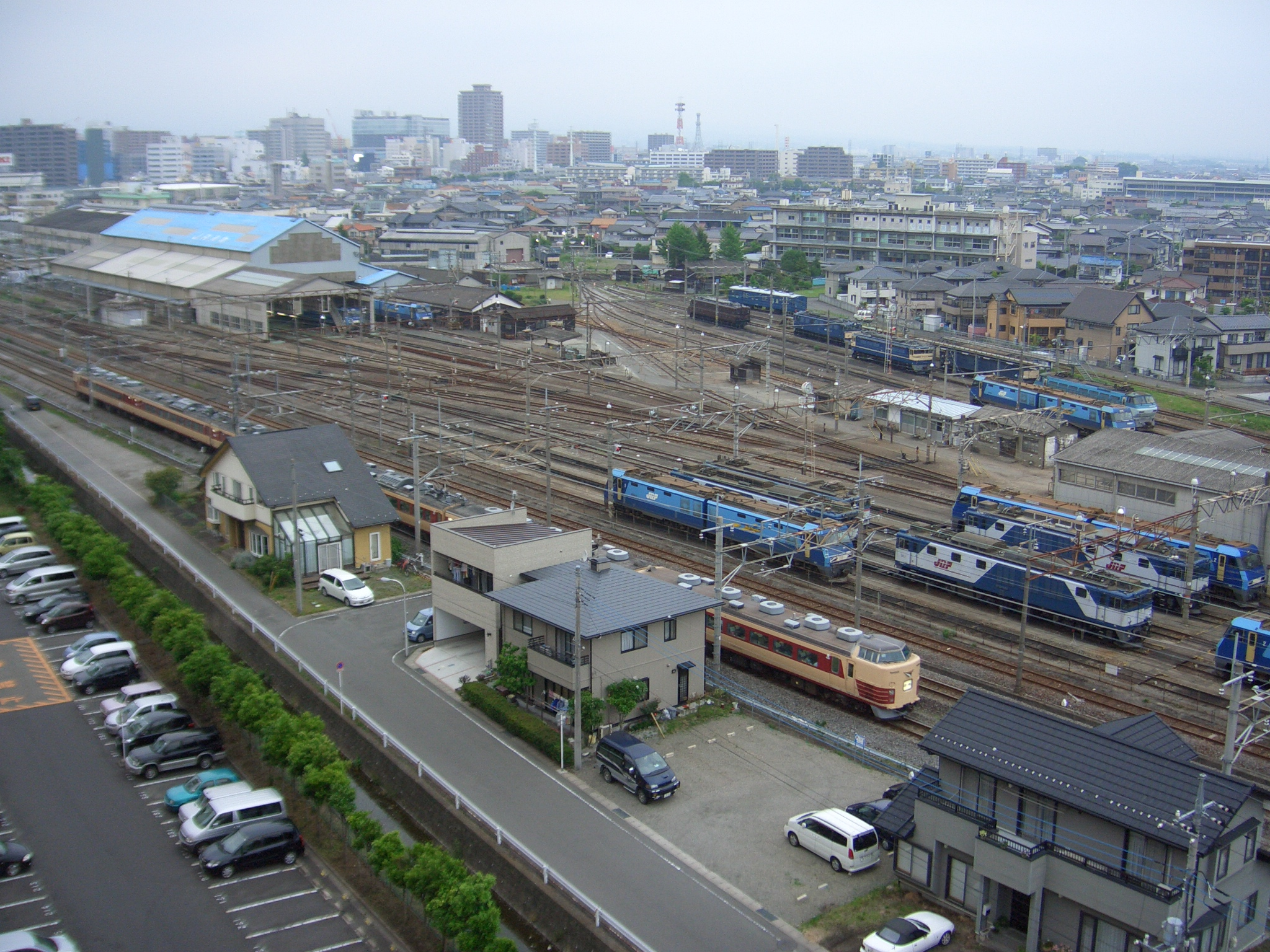
高崎機関区（2010年5月）

- 株式会社原田・ガトーフェスタ・ハラダ高崎工場

## 隣の駅
東日本旅客鉄道（JR東日本）
高崎線
倉賀野駅 - 高崎操車場 - 高崎駅